# أبراهام كوركيندول أليسون
وهو سياسي أمريكي ينتمي إلى الحزب الديمقراطي ولد ابراهام كوركيندول أليسون في 10 كانون الأول من سنة 1810 في مقاطعة جونز بولاية جورجيا الأمريكية شغل أليسون منصب حاكم ولاية فلوريدا الأمريكية ما بين الأول من شهر نيسان من عام 1865 إلى 19 أيار من نفس العام توفي ابراهام كوركيندول أليسون في 8 تموز من سنة 1893 في ولاية فلوريدا الأمريكية.